# María Mercedes Velázquez Salicio
María Mercedes Velázquez Salicio (Salamanca, España, 30 de noviembre de 1954) profesora e investigadora española, es catedrática del departamento de Química Física en la Facultad de Ciencias Químicas de la Universidad de Salamanca.

## Biografía
Licenciada en Química por la Universidad de Salamanca, se doctoró en 1982 por esta misma Universidad en el departamento de Química Física con la tesis Estudio cinético y mecanismos de catálisis micelar: reacción de hidrólisis ácida de ésteres vinílicos en presencia de sistemas micelares, dirigida por D. Miguel Ángel Herráez Zarza y D. Licesio Rodríguez. Posteriormente, realizó su postdoctorado entre los años 1987 y 1990 en el centro de Fotoquímica Molecular en el Instituto Superior Técnico de Lisboa donde trabajó con Silvia M. B. Costa, fellow de la Royal Society of Chemistry.
Fue Profesora Titular en el departamento de Química Física de la Universidad de Salamanca desde 1991 hasta el 2011, año en el que obtuvo una cátedraen Química Física en la Universidad de Salamanca donde compagina la docencia con la investigación.

## Actividad docente
Durante su carrera académica ha impartido asignaturas en las titulaciones de licenciado en Farmacia y en Ciencias Químicas, Grados en Química, Ingeniería Química y Biotecnología, y en los másteres universitarios en Químicay en Química Supramolecular.
Docente de los programas de doctorado en Biofisicoquímica, Reactividad Química y Tecnología medioambiental, y en el programa de doctorado interuniversitario con mención de calidad Ciencia y Tecnología de Colides e Interfases.

## Actividad investigadora
Su actividad investigadora abarca un amplio grupo de temas dentro del campo de los nanomateriales, fundamentalmente en el diseño de estos materiales para su posterior utilización como reactores químicos, catalizadores, liberadores de fármacos, etc. Asimismo, ha destacado en el diseño de nanomateriales 2D como son los derivados de grafeno, perovskitas y materiales híbridos con aplicaciones en dispositivos optoelectrónicos y materiales para captura de dióxido de carbono. Es precisamente en este ámbito donde desarrolla su actual actividad investigadora centrando su trabajo en la modulación de las propiedades de óxido de grafeno y grafeno dopado con nitrógeno y en la síntesis de perovskitas en interfases. Esta línea de investigación le ha permitido la participación en proyectos de innovación con el Grupo Antolín Ingeniería (Burgos,España) para el diseño de materiales utilizados en la industria automotriz o con empresas europeas como ECOFILTER (Oslo, Noruega), en el diseño de materiales que previenen el crecimiento de bacterias y hongos adheridos a las superficies utilizadas para la filtración de aguas residuales.
Ha participado en 28 proyectos de investigación, siendo investigadora principal en 18 de ellos financiados por el Ministerio de Economía y Competitividad, el Ministerio de Ciencia e Innovación, la Junta de Castilla y León, o el Instituto Laue-Langevin (ILL), entre otros.
Ha dirigido el Grupo de Investigación reconocido desde el año 2001 hasta 2015, grupo que se incorporó en ese año a la Unidad de Investigación Consolidada de la Junta de Castilla y León de Nanotecnología. Desde 2002 forma parte, como científica colaboradora, del grupo de investigación de excelencia, Grupo de sistema complejos: coloides, polímeros e interfases, de la Universidad Complutense de Madrid.
Ha participado en distintas actividades de divulgación científica como charlas en institutos de enseñanza secundaria, en distintas ediciones de Pint of Science y en el programa de RTVE La aventura del saber.

## Publicaciones
Cuenta con más de 80 publicaciones, la mayoría de ellas indexadas en JCR, (Journal Citation Reports) y con alto impacto, colaborando también en varios libros.

## Cargos
Directora del máster en Química de la Universidad de Salamanca desde 2011 hasta septiembre de 2014 y del Programa de Doctorado Interuniversitario con mención de Calidad: Ciencia y Tecnología de Coloides e Interfaces en el período 2001-2003, así como coordinadora de este programa en la Universidad de Salamanca desde el 2001 hasta el 2011.
Fue vicepresidenta del Grupo Especializado de Coloides e Interfases de la Real Sociedad Española de Química (RSEQ) y de la Real Sociedad Española de Física (RSEF) desde 2005 a 2009.
Desde el 2017, año de su creación hasta 2024 ha dirigido la Unidad de Excelencia de Nanoelectrónica y Nanomateriales, USAL-NANOLAB, asociada al servicio de apoyo a la investigación de la universidad de Salamanca, Plataforma NUCLEUS.

## Premios y reconocimientos
Premio María de Maeztu a la Excelencia Investigadora (2019)que otorga la Universidad de Salamanca al Personal Docente e Investigador funcionario como reconocimiento a su labor investigadora.